# Eupelmus anpingensis
Eupelmus anpingensis is een vliesvleugelig insect uit de familie Eupelmidae. De wetenschappelijke naam is voor het eerst geldig gepubliceerd in 1927 door Masi.